# 鄭雲鮮
鄭雲鮮（韓語：정운선，1983年4月10日—），或譯鄭雲善、鄭雲仙，韓國女演員，2010年通过音乐剧《我心中的风琴》正式出道，2021年首次出演电视剧《Happiness》。

## 演出作品

### 劇集
| 年份   | 平台    | 劇名                               | 角色                 | 備註        |
| 2002年 | EBS     | 《通過電視看原作童話-惠順》        | 朴美洪及朴英宰的姐姐 |             |
| 2003年 | EBS     | 《通過電視看原作童話-夢中的朋友》  | 李夏允的姐姐         |             |
| 2021年 | tvN     | 《Happiness》                      | 申素允               | [ 4 ] [ 5 ] |
| 2022年 | JTBC    | 《氣象廳的人們：社內戀愛殘酷史篇》 | 陳泰景               | [ 6 ]       |
| 2023年 | JTBC    | 《代理公司》                       | 裴元熙               | [ 7 ]       |
| 2023年 | ENA     | 《有院子的家》                     | 吳海秀               | [ 8 ]       |
| 2023年 | Netflix | 《精神病房也會迎來清晨》           | 吳莉娜               | [ 9 ]       |
| 2024年 | TVING   | 《或好或壞的東載》                 | 金智熙               | [ 10 ]      |
| 2025年 | tvN     | 《機智住院醫生生活》               | 吳姝瑛               | [ 3 ]       |

### 電影
| 年份   | 片名                 | 角色           | 備註   |
| 2002年 | 《驚魂歷險》         | 素拉的朋友     |        |
| 2002年 | 《鬼鈴》             | 女高中生       |        |
| 2009年 | 《梨泰院殺人事件》   | 重弼的姊姊     |        |
| 2009年 | 《無名劍：傾城爭霸》 | 紫英的貼身僕人 |        |
| 2024年 | 《Dead Man》         | 秀賢           | [ 11 ] |

### 话剧
- 2012年：《我们的城镇》（아워 타운）
- 2012年—2013年：《木兰姐姐》（목란언니）饰演 赵木兰
- 2014年—2015年：《玻璃动物园》（유리동물원）
- 2014年：《以家庭为名的部落》（가족이란 이름의 부족）饰演 西维娅
- 2015年：《说方言》（스피킹 인 텅스）饰演 在仁&莎拉[12]
- 2015年：《试炼》（시련）饰演 阿比盖尔[13]
- 2017年：《Kill Me Now》（킬 미 나우）饰演 暮光[14]
- 2017年：《Blind》（블라인드）饰演 玛丽
- 2018年：《玩偶之家》（인형의 집）饰演 露拉[15]
- 2019年：《岛：1933～2019》（섬: 1933~2019）
- 2019年—2020年：《傲慢与偏见》（오만과 편견）饰演 A1[16][17]
- 2021年：《泰壹》（태일）饰演 泰壹
- 2023年：《Bangya》（빵야）饰演 娜娜[18]

### 音乐剧
- 2010年—2011年：《寻找金钟旭》（김종욱 찾기）
- 2010年—2011年：《我心中的风琴》（내 마음의 풍금）
- 2012年：《黑色的玛莉·波芬斯》（블랙메리포핀스）
- 2016年：《你好！UFO》（안녕! 유에프오）饰演 宥京
- 2017年：《我和娜塔莎还有白驴》（나와 나타샤와 흰 당나귀）
- 2020年：《我和娜塔莎还有白驴》（나와 나타샤와 흰 당나귀）
- 2022年—2023年：《Show Man：某个独裁者的第四位替身演员》（쇼맨_어느 독재자의 네 번째 대역배우）饰演 秀娥

## 奖项
- 2012年：第49届东亚话剧奖—柳仁村新人演技奖[19]

## 外部連結
- 鄭雲鮮的Instagram帳戶
- 鄭雲鮮在NAVER上的资料
- 鄭雲鮮在Daum上的资料
- 鄭雲鮮在韩国电影数据库（KMDb）上的資料（韓語）
- 鄭雲鮮在HanCinema的頁面（英文）